# ماركو سولاري
ماركو سولاري هو مهندس ومهندس معماري سويسري، ولد في 1355 في Carona, Ticino ‏ في سويسرا، وتوفي في 8 يوليو 1405 في ميلانو في إيطاليا.